# 廿日市市立四季が丘小学校
廿日市市立四季が丘小学校（はつかいちしりつしきがおかしょうがっこう）は、広島県廿日市市四季が丘八丁目にある公立小学校。

## 沿革
- 1992年（平成4年）4月 - 廿日市市立宮内小学校より分離され、廿日市市立四季が丘小学校設立[1]。

## 校区
- 廿日市市立四季が丘中学校の校区[2]
  - 四季が丘一丁目、四季が丘二丁目、四季が丘三丁目、四季が丘四丁目、四季が丘五丁目、四季が丘六丁目、四季が丘七丁目、四季が丘八丁目、四季が丘九丁目、四季が丘十丁目、四季が丘十一丁目、四季が丘上

## アクセス
- JR西日本山陽本線 宮内串戸駅下車。広電バス四季が丘線「四季が丘中央」バス停下車徒歩約3分[3]

## 著名な出身者
- 柳瀬明宏 - プロ野球選手（福岡ソフトバンクホークス）、5年時に神奈川県から転入
- 田中惇之-俳優。狂言師。